# Orlątko (czasopismo)
Orlątko – rocznik szkolny Gimnazjum Żeńskiego Janiny Steinbokówny we Włocławku, z podtytułem: Zbiorowa praca uczenic (sic!) 8-mio klasowego Gimnazjum Żeńskiego Janiny Steinbokówny we Włocławku w n-tym roku jego założenia.

## Podstawowe informacje
Rocznik ukazywał się począwszy od roku szkolnego 1916/17 do roku 1918/1919 i od roku szkolnego 1921/22 do roku 1927/28. Wydawano go nakładem dyrektorki szkoły. Ona też poddawała korekcie artykuły zamieszczane w czasopiśmie, dbała o jego kształt graficzny i opatrywała każdy numer słowem wstępnym. W szczytowym momencie rozwoju pismo liczyło sobie ponad 70 stron. Czasopismo miało swoje motto: Młodości, orla twych lotów potęga! Drukowane je w Drukarni Diecezjalnej przy ul. Brzeskiej 4 we Włocławku. W pierwszych latach wychodziło podczas niemieckiej okupacji w czasie I wojny światowej, dlatego wymagało zatwierdzenia cesarskiego cenzora.
Pierwsze trzy roczniki Orlątka zostały opublikowane przez Kujawsko-Pomorską Bibliotekę Cyfrową.

## Zawartość
Redakcja Orlątka w przedmowie do pierwszego numeru pisma nakreśliła cele wydawania pisma. Jest to próba podniesienia poziomu oświaty w obliczu spodziewanego odzyskania przez Polskę niepodległości (pismo zaczęto wydawać w trakcie I wojny światowej) oraz wzbudzenie zapału do tego, co szlachetne i wzniosłe.
Orlątko posiadało swoje stałe rubryki. W Dziale beletrystycznym uczennice publikowały swoje wspomnienia i eseje, w tym także te opisujące życie towarzyskie w szkole. Począwszy od 3-go numeru wyodrębniono z niego dział Ze szkolnej ławy. Dział Na czasie podejmował tematy związane z bieżącą sytuacją kraju. Komentowano tu m.in. wpływ wojny losy mieszkańców miasta, zastanawiano się nad przyczyną upadku I Rzeczypospolitej oraz nad tym, jak uchronić od upadku nowo powstałe państwo. W Dziale opisowym (później Dział naukowo-opisowy) publikowano utwory pisane prozą, takie jak opisy przyrody czy wrażenia z wycieczek. Tu publikowano też wiersze. Od roku szkolnego 1917/18 dodano dział, gdzie prezentowano rysunki uczennic. W numerze 2-gim nazywał się Galeria naszych typów, a w numerze 3-cim Nasze mody. Każdy numer zawierał Kronikę (z początku: Kronikę miejscową) podającą najważniejsze wydarzenia z życia szkoły i społeczności Włocławka z ostatniego roku szkolnego. Opisywano uroczystości miejskie, w których brały udział uczennice, wycieczki na które jeździły, liczne koncerty, przedstawienia, wieczorki artystyczne, odczyty, popisy i loterie organizowane przez nie, jak i te, na których gościły, a także ich aktywność społeczną, taką jak pomoc biednym dzieciom z ochronek. Odnotowano tu m.in. reakcję na śmierć Henryka Sienkiewicza (15 listopada 1916), wizytę we Włocławku ówczesnego nuncjusza apostolskiego Achillesa Ratti, późniejszego papieża Piusa XI (23 września 1918), prymasa Polski kardynała Edmunda Dalbora (11 listopada 1918) i generała Józefa Hallera (9 lipca 1919). Pismo posiadało też takie rubryki jak Sylwetki ludzi zasłużonych (później Sylwetki) czy Dział humorystyczny. Pojawiały się też niestałe rubryki, takie jak Kwestyonaryusz odpowiedzi niektórych 6-klasistek. Każdy numer był wzbogacony zdjęciami ilustrującymi życie uczennic.
W 1924 roku na łamach Orlątka zadebiutowała późniejsza poetka i prozaiczka Janina Siwkowska.